# Szojuz TM–17
Szojuz TM–17 (Szojuz –7K–SZTM) orosz háromszemélyes szállító űrhajó.

## Küldetés
Váltólegénységet szállítani a hosszútávú szolgálat folytatásához.

## Jellemzői
Tervezte a GKB (oroszul: Головное контрукторское бюро – ГКБ). Gyártotta a ZAO (oroszul: Закрытое акционерное общество). Üzemeltette (oroszul: Центральный научно-исследовательский институт машиностроения – ЦНИИМаш).
1993. július 1-jén a bajkonuri űrrepülőtér indítóállomásról egy Szojuz–U2 juttatta Föld körüli, közeli körpályára. Hasznos terhe 7150 kilogramm, teljes hossza 6,98 méter, maximális átmérője 2,72 méter. Az orbitális egység pályája 92,4 perces, 51,6 fokos hajlásszögű, elliptikus pálya-perigeuma 388 kilométer, apogeuma 397 kilométer volt.
Két nap múlva július 3-án Ciblijev kézi vezérléssel közelítette meg a Mir-űrállomást, vizuális tájékozódás közben elvesztette az irányt és összeütközött az űrállomással. Először fordult elő, hogy egy űrszállító ütközött az űrállomással. Gyors ellenőrzéssel megállapították, hogy nem keletkezett komolyabb kár, bár a leszállóegység hőpajzsa kissé megsérült. A második kísérletre sikeres dokkolás történt. A teherűrhajók által szállított pótalkatrészeket az űrhajósok kicserélték, a szükséges javításokat elvégezték. Az előírt szolgálati feladatokat sikeresen teljesítették.
1994. július 1-jén Zsezkazgan városától 140 kilométerre, hagyományos – ejtőernyős – leereszkedési  technikával ért Földet. Összesen 196 napot, 17 órát, 45 percet és 22 másodpercet töltött a világűrben. Föld körüli fordulatainak száma 3070.

## Személyzet

### Felszálláskor
- Vaszilij Vasziljevics Ciblijev kutatásért felelős parancsnok
- Alekszandr Alekszandrovics Szerebrov fedélzeti mérnök
- Jean-Pierre Haigneré kutatóűrhajós

### Tartalék személyzet
- Viktor Mihajlovics Afanaszjev parancsnok
- Jurij Vlagyimirovics Uszacsov fedélzeti mérnök
- Claudie Haigneré kutató-pilóta